# Maurizio Cheli
Maurizio Cheli (Modena, 1959. május 4. –) olasz tesztpilóta, űrhajós, alezredes. Felesége Marianne Merchez űrhajósnő.

## Életpálya
1982-ben az olasz Air Force Academy keretében szerzett mérnöki diplomát. 1982-1983 között a  Vance Air Force Base (Oklahoma) kapott pilóta kiképzést. Szolgálati repülőgépe az F–104G volt. 1987-ben az olasz Air Force War College megerősítette diplomáját. 1988-ban Angliában tesztpilóta kiképzésben részesült. 1989-ben az University of Houston keretében repülőmérnöki oklevelet szerzett.  Az Európai Űrügynökség (ESA) űrhajósa. Több mint 4500 órát töltött a levegőben, több mint 50 különböző repülőgép típuson repült, illetve tesztelte. A Panavia Tornado és a B–707 Tanker pilótája. Több mint 3000 órát töltött a levegőben, több mint 50 különböző típusú repülőgépet és helikoptert vezetett, illetve tesztelt.
1992. május 15-től  az Európai Űrügynökség (ESA) űrhajósaként
a Lyndon B. Johnson Űrközpontban részesült kiképzésben. Külön kiképzést kapott a manipulátor kar alkalmazásából. Egy űrszolgálata alatt összesen 15 napot, 17 órát és 41 percet (378 óra) töltött a világűrben. Űrhajós pályafutását 1996. június 30-án fejezte be. Vezető olasz tesztpilóta.

## Űrrepülések
STS–75, a Columbia űrrepülőgép 19. repülésének küldetésfelelőse.  A Spacelab mikrogravitációs laboratóriumban (USMP–3) a legénység 12 órás váltásokban dolgozott. Pályairányba állítottak egy olasz műholdat. Egy űrszolgálata alatt összesen 15 napot, 17 órát és 41 percet (378 óra) töltött a világűrben. 10 460 000 kilométert (6 500 000 mérföldet) repült, 252 kerülte meg a Földet.